# Cuore sacro
Pour plus de détails, voir Fiche technique et Distribution.
Cuore Sacro est un film italien réalisé par Ferzan Ozpetek et sorti en 2005.

## Synopsis
Irène Ravelli est une manager qui réussit dans l'entreprise de sa tante. Sur la trace de ses parents, elle rencontre Benny, une gamine qui lui apprend l'altruisme, et elle commence à rencontrer les pauvres gens de Rome. Touchée par la mort accidentelle de la gamine, elle se met en recherche, prend conseil auprès d'un prêtre catholique, mais ne trouve sa voie que dans un altruisme extrême, jusqu'à avoir des comportements a-sociaux (elle se déshabille dans le métro pour donner ses vêtements)... les psychologues seront pourtant formels : elle n'est pas folle...

## Fiche technique
- Titre : Cuore sacro
- Réalisation : Ferzan Ozpetek
- Scénario : Ferzan Ozpetek, Gianni Romoli
- Photographie : Gian Filippo Corticelli
- Montage : Patrizio Marone
- Musique : Andrea Guerra
- Scénographie : Andrea Crisanti
- Décors : Massimiliano Nocente
- Costumes : Katia Dottori
- Producteurs : Tilde Corsi, Gianni Romoli
- Société de production R&C Produzioni
- Pays d'origine :  Italie
- Langue : Italien
- Durée : 117 minutes
- Dates de sortie : 
  - Italie : 25 février 2005

## Distribution
- Barbora Bobulova : Irène
- Lisa Gastoni : Éléonora
- Erika Blanc : Maria Clara
- Massimo Poggio : Père Carras
- Camille Dugay Comencini : Benny
- Paola Minaccioni